# محمد باقر الفالي
محمد باقر بن أحمد بن عبد العزيز الموسوي الفالي (1957-2023) عالم شيعي وخطيب حسيني عراقي. تعود أصول أسرته إلى البحرين؛ ثم هاجر أجداده منها.
عُرف بدفاعه عن الشعائر الحسينية بكل أنواعها -والتي تشمل التطبير- ورد آراء المشككين فيها من العلماء الآخرين.
بثت العديد من محاضراته باللغتين العربية والفارسية على قنوات الأنوار والزهراء وقناة الإمام الحسين [الفارسية] الفارسية.

## نبذة
ولد بمحلة المقلع في العباسية الشرقية بمدينة كربلاء جنوب العراق في الثالث من شهر شعبان من عام 1376 هـ، الموافق لتاريخ 23 مارس 1957.
ينتسب لأسرة الفالي، وقد سُميت هذه العائلة بالفالي نسبةً إلى قرية فال [الفارسية] في محافظة فارس بجنوب إيران حيث سكن أحد أجدادهم هناك. والده هو أحمد الموسوي الفالي الذي كان من رجال الدين في مدينة كربلاء، وله من الأشقاء وعلي ومحمد كاظم وحسين، وهو متزوج من بنت المرجع محمد الشيرازي.
ابتدأ تعليمه الأكاديمي في العراق حيث انتسب للمدراس الرسمية بمراحلها الابتدائية والمتوسطة والثانوية.
انتقل إلى مدينة قم الإيرانية مع والده وأسرته، حيث تعرض والده لضغوطات عديدة من الحكومات المتعاقبة في العراق، فسُجن أكثر من مرة في عهد عبد السلام عارف، وفي فترة حكم الحزب الشيوعي العراقي، ثم نُفي إلى إيران إبان حكم حزب البعث العربي الاشتراكي بأمر جابر حسن الحداد - محافظ كربلاء آنذاك -، كما تم إسقاط الجنسية العراقية منه فعاش بقية عمره في إيران.(1)
أكمل دراسته - بعد انتقاله إلى إيران - في مدرسة حكيم نظامي الثانوية، ثم انتسب لكلية الحقوق والعلوم السياسية بجامعة طهران، حتى حصل على ليسانس في العلوم السياسية، كما حصل على ليسانس في القضاء.

## دراسته الدينية
ابتدأ دراسته الدينية في مدرسة الهندية حيث درس عند علي الحسيني الصدر، ثم انتقل إلى المدرسة الحسنية ودرس عند كلٍ من عبد الرحيم القمي، وعبدالرضا الصافي، وباقر القزويني، وغلام رضا الوفائي. وبعدما أنهى مرحلة المقدمات،(2) حضر - في مدينة قم - دروس مصطفى الزماني، وعلي بناه الأشتهاري، ويد الله الدوزدوزاني [الإنجليزية]، كما درس الفلسفة عند المرجعين يحيى الأنصاري الشيرازي، ورضا الصدر.
ثم ابتدأ دراسة البحث الخارج.(2) فحضر دروس المرجعين حسين وحيد الخراساني ومحمد الحسيني الشيرازي في الفقه، كما حضر دروس المرجع صادق الحسيني الشيرازي في الأصول.

### خطابته الحسينية
الفالي خطيب حسيني يجيد الخطابة باللغتين العربية والفارسية. فبعد انتقاله إلى إيران مارس الخطابة الحسينية في مدينة يزد باللغة الفارسية واستمر في الخطابة هناك ما يقارب عقداً من الزمان ابتدأ منذ سنة 1971، ثم مارس الخطابة في كل من أصفهان، وقم، وطهران، وشيراز، ومشهد، ومازندران باللغتين العربية والفارسية.
ثم بدأ بالخطابة خارج إيران، فذهب إلى سوريا، ولبنان، ومسقط، والكويت، ولندن وغيرها، كما مارس الخطابة في مكة، والمدينة المنورة بمواسم الحج.
اتهم في الكويت بسب الصحابة أثناء تواجده وخطابته بحسينيات الكويت كحسينية الرسول الأعظم، وكانت السلطات الكويتية قد منعت الفالي من دخول الكويت، وتم اقتياده إلى مخفر جليب الشيوخ فور نزوله من الطائرة حينما كان قادماً من إيران، حيث كان متوجهاً للخطابة في حسينية الرسول الأعظم. وقد بذل عدد من النواب والمسؤولين من بينهم النائبان صالح عاشور وحسين القلاف مساعي لإطلاق الفالي والسماح له بدخول الكويت شملت وزير الداخلية الشيخ جابر الخالد وعددا من القيادات في الوزارة. ثم تم تخلية الفالي بكفالة النائب عاشور لمدة عشرة أيام. ثم صدر حكم بتغريمه 10 آلاف دينار كويتي. حتى صدر آخر حكم ببرائته برئاسة المستشار صالح المرشد، وإسقاط الحكم السابق. وقد صَرَّح برغبته لزيارة الكويت مرة أخرى بقوله: «أشتاق إلى وطني الثاني الكويت وسأزوره إن وجهت لي الدعوة».

## محاولة اغتياله
كان الفالي يرتقي المنبر ويلقي المحاضرات طوال شهر رمضان 1432 هـ في حسينية داوود العاشور الواقعة بمنطقة مهيجران التابعة لقضاء أبي الخصيب في محافظة البصرة بجنوب العراق، تعرض فيها لمحاولة اغتيال، حيث تم تفجير سيارة مفخخة على بعد 100 متر من الحسينية في الخامس والعشرين من أغسطس 2011 (24 رمضان)؛ وقد خلف الانفجار العشرات من القتلى والجرحى، في حين نجى الفالي من محاولة الاغتيال حيث خرج من الحسينية قبل دقائق من التفجير، وقد أدت شدة الانفجار إلى حدوث أضرار في الأبنية المجاورة، وكذلك، تدمير عشرات السيارات. وقد حملت بعض الأوساط تنظيم القاعدة - متمثلةً في دولة العراق الإسلامية - مسؤولية التفجير.

## مؤلفاته وأعماله
- في مدرسة الحسين.
- هكذا علمنا الإسلام.
- كتاب باللغة الفارسية عنوانه المعرّب: نظرة على حياة الإمام الصادق.

قام بترجمة أربع وثلاثين كتاباً من اللغة العربية إلى اللغة الفارسية، وقد طبعت كلها. وقام بإخراج وتأليف عدد من المسرحيات الدينية؛ كان أولها في الكويت عام 1991 بعنوان «هلاك الطاغية» وقد مثلها بعض الشباب في حسينية السيد محمد. وقد أسس في حسينية السيد محمد - أيضاً - أول معرض للفن الإسلامي يتمثل نشاطه في عرض لوحات للفنانين الكويتيين عن قضايا الإسلام وبعض اللوحات التي تجسد معركة كربلاء.

## الهوامش
- 1 المقصود بأنه سُجن ونُفي وأٌسقطت جنسيته العراقية هو والده أحمد الموسوي الفالي.
- 2 تُعرف الدراسات الدينية عند الشيعة بالدراسات الحوزوية، وتُقَسَّم لأربع مراحل، هي: المقدمات، السطوح الوسطى، السطوح العالية، البحث الخارج. (انظر حوزة علمية)